# لودوویکا کوملو
لودوویکا کوملو (ایتالیایی: Lodovica Comello؛ زادهٔ ۱۳ آوریل ۱۹۹۰) بازیگر، صداپیشه، خواننده و هنرمندِ رقص اهل ایتالیا است. وی از سال ۲۰۰۸ میلادی تاکنون مشغول فعالیت بوده‌است.
از فیلم‌ها یا مجموعه‌های تلویزیونی که وی در آن‌ها نقش داشته‌است، می‌توان به جایی در آفتاب، فقیر ولی ثروتمند و فقیر ولی خیلی ثروتمند اشاره نمود.